# SMS Danzig
SMS Danzig – niemiecki lekki krążownik typu Bremen zbudowany w Stoczni Cesarskiej w Gdańsku i nazwany na cześć tego miasta. Zwodowany 23 września 1905, wprowadzony do służby 1 grudnia 1907. Brał udział w I wojnie światowej, działając na Morzu Północnym i Bałtyku, choć od początku wojny był już okrętem przestarzałym. W pierwszych dniach wojny brał udział w ratowaniu rozbitków po bitwie pod Helgolandem. W latach 1915–1917 brał wielokrotnie udział w stawianiu zagród minowych. Uszkodzony przez miny dwa razy podczas wojny. W czerwcu 1917 przekształcony w okręt szkolny, wycofany ze służby w marcu 1918. Po wojnie przekazany Wielkiej Brytanii i złomowany w latach 1921-1923.